# Janus Films
Janus Films es una empresa estadounidense dedicada a la distribución cinematográfica, fundada en 1956 por Bryant Haliday y Cyrus Harvey, Jr. Fue responsable de introducir numerosas películas extranjeras en Estados Unidos, muchas de las cuales son consideradas clásicos, incluyendo trabajos de los directores Michelangelo Antonioni, Sergei Eisenstein, Ingmar Bergman, Federico Fellini, Akira Kurosawa, François Truffaut y Yasujirō Ozu, entre otros. El éxito inicial de la empresa surgió con el estreno de El séptimo sello (1957) de Ingmar Bergman.
Janus mantiene una estrecha relación comercial con The Criterion Collection, relativa al lanzamientos de sus películas en DVD y Blu-ray, y aun mantiene un rol activo como distribuidora en cines.
El logotipo y nombre de la empresa están inspirados en Jano, el dios romano de dos caras que representaba las puertas, los comienzos, los portales, las transiciones y los finales.

## Historia

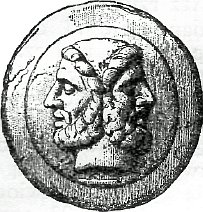
El logo de la empresa es una moneda del dios romano Jano.

Janus Films fue fundada en 1956 por Bryant Haliday y Cyrus Harvey, Jr., en el histórico Brattle Theater, ubicado en la Harvard Square de Cambridge, Massachusetts. Antes de la creación de Janus, Haliday y Harvey se dedicaban a proyectar películas estadounidenses y extranjeras en el teatro, presentaciones que regularmente lograban llenar los 300 asientos del lugar. Percibiendo el potencial de la industria cinematográfica, ambos se mudaron a Nueva York y comenzaron a administrar la 55th Street Playhouse. Con la fundación de Janus en marzo de 1956, Haliday y Harvey utilizaron este recinto como el principal centro de exhibición de las películas de la empresa, siendo su primer trabajo el documental La course de taureaux (1951) de Pierre Braunberger.
La empresa fue vendida en 1965, tras un declive en el mercado del cine arte estadounidense. En 1966 Haliday también vendió el Brattle, mientras Harvey continuó administrando el teatro durante la década de 1970. Janus Films fue posteriormente adquirida por Saul J. Turell y William J. Becker. Sus hijos, Jonathan B. Turell y Peter Becker, que también son dueños de The Criterion Collection, continuaron administrando la empresa.